# 沙踪
沙踪（1926年—），原名康安若，男，湖南汝城人，中国电波传播技术专家，曾任中国电子学会副理事长。